# Ruellia salviifolia
Ruellia salviifolia är en akantusväxtart som först beskrevs av Christian Gottfried Daniel Nees von Esenbeck, och fick sitt nu gällande namn av Profice. Ruellia salviifolia ingår i släktet Ruellia och familjen akantusväxter. Inga underarter finns listade i Catalogue of Life.